# Giovanni Gradenigo
Giovanni Gradenigo (né à Venise à une date inconnue (vers 1280) et mort dans la même ville le 8 août 1356) est le 56e doge de Venise élu en 1355. Pendant son dogat, il fait la paix avec Gênes.

## Biographie
Giovanni Gradenigo est le fils de Marino, frère du doge Pietro Gradenigo. Il se marie deux fois. Il est élu immédiatement après la conjuration du doge Marino Faliero.
Il réalise une grande partie de sa carrière dans l'administration et il devient podestat de Capodistria, Padoue et Trévise.  Il est connu comme une personne bourrue et austère mais fidèle envers la république. Probablement ce dernier trait contribua à son élection.
le 21 avril 1355 il est élu et il épouse en secondes noces, Felipa, d'origine incertaine. En juin, la république de Venise épouvantée par le complot interne, signe un traité de paix avec la  république de Gênes mettant fin à une longue et désastreuse guerre. Sous son règne, les traitres qui avaient comploté contre Venise sont condamnés. Au début de 1356 Venise se retrouve impliquée dans de nouvelles guerres aussi bien sur la terre ferme qu'en Dalmatie.
Son règne est bref, il meurt le 8 août 1356 sans avoir particulièrement marqué la gestion de l'État. Il est inhumé dans la basilique Santa Maria Gloriosa dei Frari mais son tombeau n'a pas survécu au temps.